# Draguinhan
Draguinhan (nom occità) (en francès Draguignan) és un municipi francès situat al departament del Var i a la regió de Provença – Alps – Costa Blava. L'any 2006 tenia 35.500 habitants.

## Demografia
| Evolució de la població |       |       |       |       |       |       |       |       |
| 1793                    | 1800  | 1806  | 1821  | 1831  | 1836  | 1841  | 1846  | 1851  |
| 6.113                   | 6.561 | 8.010 | 8.616 | 9.804 | 9.794 | 8.588 | 9.876 | 8.972 |

| 1856   | 1861   | 1866  | 1872  | 1876  | 1881  | 1886  | 1891 | 1896  |
| ------ | ------ | ----- | ----- | ----- | ----- | ----- | ---- | ----- |
| 10.052 | 10.082 | 9.819 | 9.446 | 9.223 | 9.133 | 9.963 | -    | 9.963 |

| 1901  | 1906  | 1911 | 1921  | 1926  | 1931   | 1936   | 1946   | 1954   |
| ----- | ----- | ---- | ----- | ----- | ------ | ------ | ------ | ------ |
| 9.671 | 9.770 | -    | 9.199 | 9.941 | 11.418 | 12.130 | 11.801 | 13.467 |

| 1962   | 1968   | 1975   | 1982   | 1990   | 1999   | 2006 | 2011 | 2016 |
| ------ | ------ | ------ | ------ | ------ | ------ | ---- | ---- | ---- |
| 14.522 | 18.376 | 21.448 | 26.670 | 31.513 | 32.829 | -    | -    | -    |

| 2019 | - | - | - | - | - | - | - | - |
| ---- | - | - | - | - | - | - | - | - |
| -    | - | - | - | - | - | - | - | - |

## Administració
| Període   | Identitat           | Partit           |
| --------- | ------------------- | ---------------- |
| 1945-1953 | Bertin Bousquié     | SFIO             |
| 1953-1959 | Antoine Favro       | SFIO             |
| 1959-1984 | Édouard Soldani     | SFIO, després PS |
| 1984-1986 | Jean-Paul Claustres | RPR              |
| 1986-1995 | Max Piselli         | UDF              |
| 1995-2001 | Christian Martin    | PS               |
| 2001-     | Max Piselli         | UMP              |

## Fills il·lustres
- Lily Pons (1898-1976) soprano de pares catalans, nacionalitzada nord-americana.
- Eduard Gassier (1820-1872), baríton.